# Tour de Thuringe féminin 2024
La 35e édition du Tour de Thuringe féminin (Lotto Thuringe Ladies Tour), a lieu du 25 au 30 juin 2024. La course fait partie du calendrier UCI féminin en catégorie 2.Pro. 
Margot Vanpachtenbeke et Ruth Edwards s'échappent dans la première étape. Elles la concluent avec plus de deux minutes quarante d'avance sur le peloton. Vanpachtenbeke est la plus rapide des deux et prend la tête du classement général. Martina Fidanza remporte les deux étapes suivantes au sprint. La quatrième étape voit une échappée de Katarzyna Niewiadoma, mais Lucinda Brand s'impose dans un groupe réduit. Ruth Edwards prend la tête de l'épreuve. Le contre-la-montre remporté par Mischa Bredewold confirme sa domination. La dernière étape est remportée par Sandra Alonso qui a attaqué dans le final. Mischa Bredewold est deuxième du classement général et Brodie Chapman troisième. Karlijn Swinkels gagne le classement par points, Katarzyna Niewiadoma celui de la montagne, Shirin van Anrooij celui de la meilleure jeune et enfin Lidl-Trek celui de la meilleure équipe.

## Présentation

### Parcours
Le parcours est principalement vallonné. Le contre-la-montre de la cinquième étape avec 31,5 km doit être décisif pour le classement final.

### Équipes
| UCI Women's WorldTeams (11)- AG Insurance-Soudal Team - Canyon-SRAM Racing - Ceratizit-WNT Pro Cycling - Fenix-Deceuninck - Human Powered Health - Lidl-Trek - Liv AlUla Jayco - Roland - SD Worx-Protime - UAE Team ADQ - Uno-X Mobility Équipes féminines continentales (5)- Ara-Skip Capital - EF Education-Cannondale - LKT Team - Maxx-Solar Rose Women Racing - VolkerWessels Équipes nationales (2)- Allemagne - Pays-Bas |
| |

## Étapes
| Étape     | Date    | Villes étapes               | type                        | Distance (km) | Vainqueur d'étape     | Leader du classement général |
| --------- | ------- | --------------------------- | --------------------------- | ------------- | --------------------- | ---------------------------- |
| 1re étape | 25 juin | Iéna – Iéna                 | étape vallonnée             | 118,5         | Margot Vanpachtenbeke | Margot Vanpachtenbeke        |
| 2e étape  | 26 juin | Gera – Gera                 | étape vallonnée             | 119,2         | Martina Fidanza       | Margot Vanpachtenbeke        |
| 3e étape  | 27 juin | Erfurt – Erfurt             | étape vallonnée             | 144,6         | Martina Fidanza       | Margot Vanpachtenbeke        |
| 4e étape  | 28 juin | Mühlhausen – Mühlhausen     | étape vallonnée             | 111,4         | Lucinda Brand         | Margot Vanpachtenbeke        |
| 5e étape  | 29 juin | Altenbourg – Altenbourg     | contre-la-montre individuel | 31,5          | Mischa Bredewold      | Ruth Edwards                 |
| 6e étape  | 30 juin | Schmalkalden – Schmalkalden | étape vallonnée             | 105,4         | Sandra Alonso         | Ruth Edwards                 |

## Déroulement de la course

### 1reétape
Au bout de cinquante-deux kilomètres, juste après la première difficulté de la journée : Großbockedra, Margot Vanpachtenbeke et Ruth Edwards s'échappent. Leur avance culmine à sept minutes. Elles se disputent la victoire au sprint et Vanpachtenbeke s'impose.
| \| Classement de l'étape \| Classement de l'étape \| Classement de l'étape \| Classement de l'étape \| Classement de l'étape \| \| Coureuse \| Coureuse \| Pays \| Équipe \| Temps \| \| --------------------- \| --------------------- \| --------------------- \| -------------------------- \| --------------------- \| \| 1re \| Margot Vanpachtenbeke \| Belgique \| VolkerWessels \| 3 h 05 min 11 s \| \| 2e \| Ruth Edwards \| États-Unis \| Human Powered Health \| + 2 s \| \| 3e \| Linda Riedmann \| Allemagne \| Team Visma \\| Lease a Bike \| + 2 min 34 s \| \| 4e \| Mischa Bredewold \| Pays-Bas \| SD Worx-Protime \| + 2 min 34 s \| \| 5e \| Marta Lach \| Pologne \| Ceratizit-WNT Pro Cycling \| + 2 min 34 s \| \| 6e \| Maggie Coles-Lyster \| Canada \| Roland \| + 2 min 34 s \| \| 7e \| Anniina Ahtosalo \| Finlande \| Uno-X Mobility \| + 2 min 34 s \| \| 8e \| Flora Perkins \| Royaume-Uni \| Fenix-Deceuninck \| + 2 min 34 s \| \| 9e \| Sofie van Rooijen \| Pays-Bas \| VolkerWessels \| + 2 min 34 s \| \| 10e \| Federica Venturelli \| Italie \| UAE Development Team \| + 2 min 34 s \| |                       |             |                            |                 |
| |                       |             |                            |                 |
| |                       |             |                            |                 |
| Classement de l'étape |                       |             |                            |                 |
| Coureuse | Coureuse              | Pays        | Équipe                     | Temps           |
| 1re | Margot Vanpachtenbeke | Belgique    | VolkerWessels              | 3 h 05 min 11 s |
| 2e | Ruth Edwards          | États-Unis  | Human Powered Health       | + 2 s           |
| 3e | Linda Riedmann        | Allemagne   | Team Visma \| Lease a Bike | + 2 min 34 s    |
| 4e | Mischa Bredewold      | Pays-Bas    | SD Worx-Protime            | + 2 min 34 s    |
| 5e | Marta Lach            | Pologne     | Ceratizit-WNT Pro Cycling  | + 2 min 34 s    |
| 6e | Maggie Coles-Lyster   | Canada      | Roland                     | + 2 min 34 s    |
| 7e | Anniina Ahtosalo      | Finlande    | Uno-X Mobility             | + 2 min 34 s    |
| 8e | Flora Perkins         | Royaume-Uni | Fenix-Deceuninck           | + 2 min 34 s    |
| 9e | Sofie van Rooijen     | Pays-Bas    | VolkerWessels              | + 2 min 34 s    |
| 10e | Federica Venturelli   | Italie      | UAE Development Team       | + 2 min 34 s    |

| \| Classement général \| Classement général \| Classement général \| Classement général \| Classement général \| \| Coureuse \| Coureuse \| Pays \| Équipe \| Temps \| \| ------------------ \| --------------------- \| ------------------ \| -------------------------- \| ------------------ \| \| 1re \| Margot Vanpachtenbeke \| Belgique \| VolkerWessels \| 3 h 04 min 57 s \| \| 2e \| Ruth Edwards \| États-Unis \| Human Powered Health \| + 4 s \| \| 3e \| Linda Riedmann \| Allemagne \| Team Visma \\| Lease a Bike \| + 2 min 44 s \| \| 4e \| Marta Lach \| Pologne \| Ceratizit-WNT Pro Cycling \| + 2 min 46 s \| \| 5e \| Mischa Bredewold \| Pays-Bas \| SD Worx-Protime \| + 2 min 48 s \| \| 6e \| Maggie Coles-Lyster \| Canada \| Roland \| + 2 min 48 s \| \| 7e \| Anniina Ahtosalo \| Finlande \| Uno-X Mobility \| + 2 min 48 s \| \| 8e \| Flora Perkins \| Royaume-Uni \| Fenix-Deceuninck \| + 2 min 48 s \| \| 9e \| Sofie van Rooijen \| Pays-Bas \| VolkerWessels \| + 2 min 48 s \| \| 10e \| Federica Venturelli \| Italie \| UAE Development Team \| + 2 min 48 s \| |                       |             |                            |                 |
| |                       |             |                            |                 |
| |                       |             |                            |                 |
| Classement général |                       |             |                            |                 |
| Coureuse | Coureuse              | Pays        | Équipe                     | Temps           |
| 1re | Margot Vanpachtenbeke | Belgique    | VolkerWessels              | 3 h 04 min 57 s |
| 2e | Ruth Edwards          | États-Unis  | Human Powered Health       | + 4 s           |
| 3e | Linda Riedmann        | Allemagne   | Team Visma \| Lease a Bike | + 2 min 44 s    |
| 4e | Marta Lach            | Pologne     | Ceratizit-WNT Pro Cycling  | + 2 min 46 s    |
| 5e | Mischa Bredewold      | Pays-Bas    | SD Worx-Protime            | + 2 min 48 s    |
| 6e | Maggie Coles-Lyster   | Canada      | Roland                     | + 2 min 48 s    |
| 7e | Anniina Ahtosalo      | Finlande    | Uno-X Mobility             | + 2 min 48 s    |
| 8e | Flora Perkins         | Royaume-Uni | Fenix-Deceuninck           | + 2 min 48 s    |
| 9e | Sofie van Rooijen     | Pays-Bas    | VolkerWessels              | + 2 min 48 s    |
| 10e | Federica Venturelli   | Italie      | UAE Development Team       | + 2 min 48 s    |

### 2eétape
La météo est estivale. À soixante kilomètres de l'arrivée, Franziska Brauße tente de sortir. Peu après, un groupe de quinze coureuses se forme. Il est rapidement repris. Un contre avec Marta Lach, Brodie Chapman, Julia Kopecký et Anya Louw part, mais est également rapidement revu. Dans une côte, Katarzyna Niewiadoma passe à l'offensive. Elle est accompagnée de Simone Boilard, Mischa Bredewold, Shirin van Anrooij, Amber Kraak et Linda Riedmann. Néanmoins le peloton se reforme et un sprint massif a lieu. Martina Fidanza se montre la plus véloce.
| \| Classement de l'étape \| Classement de l'étape \| Classement de l'étape \| Classement de l'étape \| Classement de l'étape \| \| Coureuse \| Coureuse \| Pays \| Équipe \| Temps \| \| --------------------- \| ------------------------- \| --------------------- \| ---------------------------------------- \| --------------------- \| \| 1re \| Martina Fidanza \| Italie \| Ceratizit-WNT Pro Cycling \| 3 h 02 min 17 s \| \| 2e \| Barbara Guarischi \| Italie \| SD Worx-Protime \| + 0 s \| \| 3e \| Maria Giulia Confalonieri \| Italie \| Uno-X Mobility \| + 0 s \| \| 4e \| Tiffany Cromwell \| Australie \| Canyon-SRAM Racing \| + 0 s \| \| 5e \| Lucinda Brand \| Pays-Bas \| Lidl-Trek \| + 0 s \| \| 6e \| Maggie Coles-Lyster \| Canada \| Roland \| + 0 s \| \| 7e \| Matilde Vitillo \| Italie \| Liv-AlUla-Jayco Women's Continental Team \| + 0 s \| \| 8e \| Linda Riedmann \| Allemagne \| Allemagne \| + 0 s \| \| 9e \| Ruth Edwards \| États-Unis \| Human Powered Health \| + 0 s \| \| 10e \| Flora Perkins \| Royaume-Uni \| Fenix-Deceuninck \| + 0 s \| |                           |             |                                          |                 |
| |                           |             |                                          |                 |
| |                           |             |                                          |                 |
| Classement de l'étape |                           |             |                                          |                 |
| Coureuse | Coureuse                  | Pays        | Équipe                                   | Temps           |
| 1re | Martina Fidanza           | Italie      | Ceratizit-WNT Pro Cycling                | 3 h 02 min 17 s |
| 2e | Barbara Guarischi         | Italie      | SD Worx-Protime                          | + 0 s           |
| 3e | Maria Giulia Confalonieri | Italie      | Uno-X Mobility                           | + 0 s           |
| 4e | Tiffany Cromwell          | Australie   | Canyon-SRAM Racing                       | + 0 s           |
| 5e | Lucinda Brand             | Pays-Bas    | Lidl-Trek                                | + 0 s           |
| 6e | Maggie Coles-Lyster       | Canada      | Roland                                   | + 0 s           |
| 7e | Matilde Vitillo           | Italie      | Liv-AlUla-Jayco Women's Continental Team | + 0 s           |
| 8e | Linda Riedmann            | Allemagne   | Allemagne                                | + 0 s           |
| 9e | Ruth Edwards              | États-Unis  | Human Powered Health                     | + 0 s           |
| 10e | Flora Perkins             | Royaume-Uni | Fenix-Deceuninck                         | + 0 s           |

| \| Classement général \| Classement général \| Classement général \| Classement général \| Classement général \| \| Coureuse \| Coureuse \| Pays \| Équipe \| Temps \| \| ------------------ \| ------------------------- \| ------------------ \| ------------------------- \| ------------------ \| \| 1re \| Margot Vanpachtenbeke \| Belgique \| VolkerWessels \| 6 h 07 min 14 s \| \| 2e \| Ruth Edwards \| États-Unis \| Human Powered Health \| + 4 s \| \| 3e \| Franziska Brauße \| Allemagne \| Ceratizit-WNT Pro Cycling \| + 2 min 42 s \| \| 4e \| Linda Riedmann \| Allemagne \| Allemagne \| + 2 min 44 s \| \| 5e \| Maria Giulia Confalonieri \| Italie \| Uno-X Mobility \| + 2 min 44 s \| \| 6e \| Karlijn Swinkels \| Pays-Bas \| UAE Team ADQ \| + 2 min 44 s \| \| 7e \| Marta Lach \| Pologne \| Ceratizit-WNT Pro Cycling \| + 2 min 44 s \| \| 8e \| Maggie Coles-Lyster \| Canada \| Roland \| + 2 min 48 s \| \| 9e \| Tiffany Cromwell \| Australie \| Canyon-SRAM Racing \| + 2 min 48 s \| \| 10e \| Flora Perkins \| Royaume-Uni \| Fenix-Deceuninck \| + 2 min 48 s \| |                           |             |                           |                 |
| |                           |             |                           |                 |
| |                           |             |                           |                 |
| Classement général |                           |             |                           |                 |
| Coureuse | Coureuse                  | Pays        | Équipe                    | Temps           |
| 1re | Margot Vanpachtenbeke     | Belgique    | VolkerWessels             | 6 h 07 min 14 s |
| 2e | Ruth Edwards              | États-Unis  | Human Powered Health      | + 4 s           |
| 3e | Franziska Brauße          | Allemagne   | Ceratizit-WNT Pro Cycling | + 2 min 42 s    |
| 4e | Linda Riedmann            | Allemagne   | Allemagne                 | + 2 min 44 s    |
| 5e | Maria Giulia Confalonieri | Italie      | Uno-X Mobility            | + 2 min 44 s    |
| 6e | Karlijn Swinkels          | Pays-Bas    | UAE Team ADQ              | + 2 min 44 s    |
| 7e | Marta Lach                | Pologne     | Ceratizit-WNT Pro Cycling | + 2 min 44 s    |
| 8e | Maggie Coles-Lyster       | Canada      | Roland                    | + 2 min 48 s    |
| 9e | Tiffany Cromwell          | Australie   | Canyon-SRAM Racing        | + 2 min 48 s    |
| 10e | Flora Perkins             | Royaume-Uni | Fenix-Deceuninck          | + 2 min 48 s    |

### 3eétape
Dans les vingt premiers kilomètres, Christine Majerus et Lizzie Deignan sortent. Elles sont reprises à soixante-quinze kilomètres de l'arrivée. Lisa Kromm contre et obtient une avance de deux minutes. Justyna Czapla la rejoint ensuite. L'échappée est reprise à trente-cinq kilomètres de la fin.  Mieke Kröger attaque mais est reprise à vingt kilomètres de la ligne. L'étape se termine au sprint avec une nouvelle victoire de Martina Fidanza.
| \| Classement de l'étape \| Classement de l'étape \| Classement de l'étape \| Classement de l'étape \| Classement de l'étape \| \| Coureuse \| Coureuse \| Pays \| Équipe \| Temps \| \| --------------------- \| --------------------- \| --------------------- \| ------------------------- \| --------------------- \| \| 1re \| Martina Fidanza \| Italie \| Ceratizit-WNT Pro Cycling \| 3 h 33 min 17 s \| \| 2e \| Barbara Guarischi \| Italie \| SD Worx-Protime \| + 0 s \| \| 3e \| Maggie Coles-Lyster \| Canada \| Roland \| + 0 s \| \| 4e \| Karlijn Swinkels \| Pays-Bas \| UAE Team ADQ \| + 0 s \| \| 5e \| Sofie van Rooijen \| Pays-Bas \| VolkerWessels \| + 0 s \| \| 6e \| Lucinda Brand \| Pays-Bas \| Lidl-Trek \| + 0 s \| \| 7e \| Eline Jansen \| Pays-Bas \| VolkerWessels \| + 0 s \| \| 8e \| Nienke Veenhoven \| Pays-Bas \| Pays-Bas \| + 0 s \| \| 9e \| Anniina Ahtosalo \| Finlande \| Uno-X Mobility \| + 0 s \| \| 10e \| Sofia Collinelli \| Italie \| Roland \| + 0 s \| |                     |          |                           |                 |
| |                     |          |                           |                 |
| |                     |          |                           |                 |
| Classement de l'étape |                     |          |                           |                 |
| Coureuse | Coureuse            | Pays     | Équipe                    | Temps           |
| 1re | Martina Fidanza     | Italie   | Ceratizit-WNT Pro Cycling | 3 h 33 min 17 s |
| 2e | Barbara Guarischi   | Italie   | SD Worx-Protime           | + 0 s           |
| 3e | Maggie Coles-Lyster | Canada   | Roland                    | + 0 s           |
| 4e | Karlijn Swinkels    | Pays-Bas | UAE Team ADQ              | + 0 s           |
| 5e | Sofie van Rooijen   | Pays-Bas | VolkerWessels             | + 0 s           |
| 6e | Lucinda Brand       | Pays-Bas | Lidl-Trek                 | + 0 s           |
| 7e | Eline Jansen        | Pays-Bas | VolkerWessels             | + 0 s           |
| 8e | Nienke Veenhoven    | Pays-Bas | Pays-Bas                  | + 0 s           |
| 9e | Anniina Ahtosalo    | Finlande | Uno-X Mobility            | + 0 s           |
| 10e | Sofia Collinelli    | Italie   | Roland                    | + 0 s           |

| \| Classement général \| Classement général \| Classement général \| Classement général \| Classement général \| \| Coureuse \| Coureuse \| Pays \| Équipe \| Temps \| \| ------------------ \| ------------------------- \| ------------------ \| ------------------------- \| ------------------ \| \| 1re \| Margot Vanpachtenbeke \| Belgique \| VolkerWessels \| 9 h 40 min 31 s \| \| 2e \| Ruth Edwards \| États-Unis \| Human Powered Health \| + 4 s \| \| 3e \| Maggie Coles-Lyster \| Canada \| Roland \| + 2 min 44 s \| \| 4e \| Linda Riedmann \| Allemagne \| Allemagne \| + 2 min 44 s \| \| 5e \| Karlijn Swinkels \| Pays-Bas \| UAE Team ADQ \| + 2 min 44 s \| \| 6e \| Mischa Bredewold \| Pays-Bas \| SD Worx-Protime \| + 2 min 44 s \| \| 7e \| Marta Lach \| Pologne \| Ceratizit-WNT Pro Cycling \| + 2 min 44 s \| \| 8e \| Maria Giulia Confalonieri \| Italie \| Uno-X Mobility \| + 2 min 44 s \| \| 9e \| Flora Perkins \| Royaume-Uni \| Fenix-Deceuninck \| + 2 min 48 s \| \| 10e \| Tiffany Cromwell \| Australie \| Canyon-SRAM Racing \| + 2 min 48 s \| |                           |             |                           |                 |
| |                           |             |                           |                 |
| |                           |             |                           |                 |
| Classement général |                           |             |                           |                 |
| Coureuse | Coureuse                  | Pays        | Équipe                    | Temps           |
| 1re | Margot Vanpachtenbeke     | Belgique    | VolkerWessels             | 9 h 40 min 31 s |
| 2e | Ruth Edwards              | États-Unis  | Human Powered Health      | + 4 s           |
| 3e | Maggie Coles-Lyster       | Canada      | Roland                    | + 2 min 44 s    |
| 4e | Linda Riedmann            | Allemagne   | Allemagne                 | + 2 min 44 s    |
| 5e | Karlijn Swinkels          | Pays-Bas    | UAE Team ADQ              | + 2 min 44 s    |
| 6e | Mischa Bredewold          | Pays-Bas    | SD Worx-Protime           | + 2 min 44 s    |
| 7e | Marta Lach                | Pologne     | Ceratizit-WNT Pro Cycling | + 2 min 44 s    |
| 8e | Maria Giulia Confalonieri | Italie      | Uno-X Mobility            | + 2 min 44 s    |
| 9e | Flora Perkins             | Royaume-Uni | Fenix-Deceuninck          | + 2 min 48 s    |
| 10e | Tiffany Cromwell          | Australie   | Canyon-SRAM Racing        | + 2 min 48 s    |

### 4eétape
Katarzyna Niewiadoma attaque à vingt-neuf kilomètres de l'arrivée, au pied de l'avant-dernière difficulté. Un groupe de quinze poursuivantes se forme. Le vent de face désavantage la Polonaise, qui est reprise aux cinq kilomètres. Sarah Gigante contre sans succès. Lucinda Brand remporte le sprint, tandis que Ruth Edwards prend la tête du classement général.
| \| Classement de l'étape \| Classement de l'étape \| Classement de l'étape \| Classement de l'étape \| Classement de l'étape \| \| Coureuse \| Coureuse \| Pays \| Équipe \| Temps \| \| --------------------- \| ----------------------- \| --------------------- \| ------------------------- \| --------------------- \| \| 1re \| Lucinda Brand \| Pays-Bas \| Lidl-Trek \| 2 h 54 min 07 s \| \| 2e \| Karlijn Swinkels \| Pays-Bas \| UAE Team ADQ \| + 0 s \| \| 3e \| Mischa Bredewold \| Pays-Bas \| SD Worx-Protime \| + 0 s \| \| 4e \| Tamara Dronova \| Russie \| Roland \| + 0 s \| \| 5e \| Marta Lach \| Pologne \| Ceratizit-WNT Pro Cycling \| + 0 s \| \| 6e \| Ruth Edwards \| États-Unis \| Human Powered Health \| + 0 s \| \| 7e \| Christina Schweinberger \| Autriche \| Fenix-Deceuninck \| + 0 s \| \| 8e \| Letizia Borghesi \| Italie \| EF-Oatly-Cannondale \| + 0 s \| \| 9e \| Amber Kraak \| Pays-Bas \| Pays-Bas \| + 0 s \| \| 10e \| Sandra Alonso \| Espagne \| Ceratizit-WNT Pro Cycling \| + 0 s \| |                         |            |                           |                 |
| |                         |            |                           |                 |
| |                         |            |                           |                 |
| Classement de l'étape |                         |            |                           |                 |
| Coureuse | Coureuse                | Pays       | Équipe                    | Temps           |
| 1re | Lucinda Brand           | Pays-Bas   | Lidl-Trek                 | 2 h 54 min 07 s |
| 2e | Karlijn Swinkels        | Pays-Bas   | UAE Team ADQ              | + 0 s           |
| 3e | Mischa Bredewold        | Pays-Bas   | SD Worx-Protime           | + 0 s           |
| 4e | Tamara Dronova          | Russie     | Roland                    | + 0 s           |
| 5e | Marta Lach              | Pologne    | Ceratizit-WNT Pro Cycling | + 0 s           |
| 6e | Ruth Edwards            | États-Unis | Human Powered Health      | + 0 s           |
| 7e | Christina Schweinberger | Autriche   | Fenix-Deceuninck          | + 0 s           |
| 8e | Letizia Borghesi        | Italie     | EF-Oatly-Cannondale       | + 0 s           |
| 9e | Amber Kraak             | Pays-Bas   | Pays-Bas                  | + 0 s           |
| 10e | Sandra Alonso           | Espagne    | Ceratizit-WNT Pro Cycling | + 0 s           |

| \| Classement général \| Classement général \| Classement général \| Classement général \| Classement général \| \| Coureuse \| Coureuse \| Pays \| Équipe \| Temps \| \| ------------------ \| ----------------------- \| ------------------ \| ------------------------- \| ------------------ \| \| 1re \| Margot Vanpachtenbeke \| Belgique \| VolkerWessels \| 12 h 34 min 38 s \| \| 2e \| Ruth Edwards \| États-Unis \| Human Powered Health \| + 4 s \| \| 3e \| Mischa Bredewold \| Pays-Bas \| SD Worx-Protime \| + 2 min 34 s \| \| 4e \| Karlijn Swinkels \| Pays-Bas \| UAE Team ADQ \| + 2 min 36 s \| \| 5e \| Lucinda Brand \| Pays-Bas \| Lidl-Trek \| + 2 min 38 s \| \| 6e \| Marta Lach \| Pologne \| Ceratizit-WNT Pro Cycling \| + 2 min 44 s \| \| 7e \| Katarzyna Niewiadoma \| Pologne \| Canyon-SRAM Racing \| + 2 min 44 s \| \| 8e \| Eline Jansen \| Pays-Bas \| VolkerWessels \| + 2 min 48 s \| \| 9e \| Letizia Borghesi \| Italie \| EF-Oatly-Cannondale \| + 2 min 48 s \| \| 10e \| Christina Schweinberger \| Autriche \| Fenix-Deceuninck \| + 2 min 48 s \| |                         |            |                           |                  |
| |                         |            |                           |                  |
| |                         |            |                           |                  |
| Classement général |                         |            |                           |                  |
| Coureuse | Coureuse                | Pays       | Équipe                    | Temps            |
| 1re | Margot Vanpachtenbeke   | Belgique   | VolkerWessels             | 12 h 34 min 38 s |
| 2e | Ruth Edwards            | États-Unis | Human Powered Health      | + 4 s            |
| 3e | Mischa Bredewold        | Pays-Bas   | SD Worx-Protime           | + 2 min 34 s     |
| 4e | Karlijn Swinkels        | Pays-Bas   | UAE Team ADQ              | + 2 min 36 s     |
| 5e | Lucinda Brand           | Pays-Bas   | Lidl-Trek                 | + 2 min 38 s     |
| 6e | Marta Lach              | Pologne    | Ceratizit-WNT Pro Cycling | + 2 min 44 s     |
| 7e | Katarzyna Niewiadoma    | Pologne    | Canyon-SRAM Racing        | + 2 min 44 s     |
| 8e | Eline Jansen            | Pays-Bas   | VolkerWessels             | + 2 min 48 s     |
| 9e | Letizia Borghesi        | Italie     | EF-Oatly-Cannondale       | + 2 min 48 s     |
| 10e | Christina Schweinberger | Autriche   | Fenix-Deceuninck          | + 2 min 48 s     |

### 5eétape
Le contre-la-montre est remporté par Mischa Bredewold devant Brodie Chapman. Ruth Edwards, quatrième, conforte sa première place au classement général.
| \| Classement de l'étape \| Classement de l'étape \| Classement de l'étape \| Classement de l'étape \| Classement de l'étape \| \| Coureuse \| Coureuse \| Pays \| Équipe \| Temps \| \| --------------------- \| ----------------------- \| --------------------- \| ------------------------------------- \| --------------------- \| \| 1re \| Mischa Bredewold \| Pays-Bas \| SD Worx-Protime \| 43 min 04 s \| \| 2e \| Brodie Chapman \| Australie \| Lidl-Trek \| + 11 s \| \| 3e \| Christina Schweinberger \| Autriche \| Fenix-Deceuninck \| + 22 s \| \| 4e \| Ruth Edwards \| États-Unis \| Human Powered Health \| + 24 s \| \| 5e \| Mireia Benito \| Espagne \| AG Insurance - Soudal Quick-Step Team \| + 1 min 09 s \| \| 6e \| Amber Kraak \| Pays-Bas \| Pays-Bas \| + 1 min 12 s \| \| 7e \| Katarzyna Niewiadoma \| Pologne \| Canyon-SRAM Racing \| + 1 min 14 s \| \| 8e \| Letizia Borghesi \| Italie \| EF-Oatly-Cannondale \| + 1 min 14 s \| \| 9e \| Anniina Ahtosalo \| Finlande \| Uno-X Mobility \| + 1 min 14 s \| \| 10e \| Anne Dijkstra \| Pays-Bas \| VolkerWessels \| + 1 min 15 s \| |                         |            |                                       |              |
| |                         |            |                                       |              |
| |                         |            |                                       |              |
| Classement de l'étape |                         |            |                                       |              |
| Coureuse | Coureuse                | Pays       | Équipe                                | Temps        |
| 1re | Mischa Bredewold        | Pays-Bas   | SD Worx-Protime                       | 43 min 04 s  |
| 2e | Brodie Chapman          | Australie  | Lidl-Trek                             | + 11 s       |
| 3e | Christina Schweinberger | Autriche   | Fenix-Deceuninck                      | + 22 s       |
| 4e | Ruth Edwards            | États-Unis | Human Powered Health                  | + 24 s       |
| 5e | Mireia Benito           | Espagne    | AG Insurance - Soudal Quick-Step Team | + 1 min 09 s |
| 6e | Amber Kraak             | Pays-Bas   | Pays-Bas                              | + 1 min 12 s |
| 7e | Katarzyna Niewiadoma    | Pologne    | Canyon-SRAM Racing                    | + 1 min 14 s |
| 8e | Letizia Borghesi        | Italie     | EF-Oatly-Cannondale                   | + 1 min 14 s |
| 9e | Anniina Ahtosalo        | Finlande   | Uno-X Mobility                        | + 1 min 14 s |
| 10e | Anne Dijkstra           | Pays-Bas   | VolkerWessels                         | + 1 min 15 s |

| \| Classement général \| Classement général \| Classement général \| Classement général \| Classement général \| \| Coureuse \| Coureuse \| Pays \| Équipe \| Temps \| \| ------------------ \| ----------------------- \| ------------------ \| ------------------------------------- \| ------------------ \| \| 1re \| Ruth Edwards \| États-Unis \| Human Powered Health \| 13 h 18 min 10 s \| \| 2e \| Mischa Bredewold \| Pays-Bas \| SD Worx-Protime \| + 2 min 06 s \| \| 3e \| Christina Schweinberger \| Autriche \| Fenix-Deceuninck \| + 2 min 42 s \| \| 4e \| Brodie Chapman \| Australie \| Lidl-Trek \| + 2 min 59 s \| \| 5e \| Mireia Benito \| Espagne \| AG Insurance - Soudal Quick-Step Team \| + 3 min 29 s \| \| 6e \| Katarzyna Niewiadoma \| Pologne \| Canyon-SRAM Racing \| + 3 min 30 s \| \| 7e \| Lucinda Brand \| Pays-Bas \| Lidl-Trek \| + 3 min 31 s \| \| 8e \| Amber Kraak \| Pays-Bas \| Pays-Bas \| + 3 min 32 s \| \| 9e \| Marta Lach \| Pologne \| Ceratizit-WNT Pro Cycling \| + 3 min 33 s \| \| 10e \| Letizia Borghesi \| Italie \| EF-Oatly-Cannondale \| + 3 min 34 s \| |                         |            |                                       |                  |
| |                         |            |                                       |                  |
| |                         |            |                                       |                  |
| Classement général |                         |            |                                       |                  |
| Coureuse | Coureuse                | Pays       | Équipe                                | Temps            |
| 1re | Ruth Edwards            | États-Unis | Human Powered Health                  | 13 h 18 min 10 s |
| 2e | Mischa Bredewold        | Pays-Bas   | SD Worx-Protime                       | + 2 min 06 s     |
| 3e | Christina Schweinberger | Autriche   | Fenix-Deceuninck                      | + 2 min 42 s     |
| 4e | Brodie Chapman          | Australie  | Lidl-Trek                             | + 2 min 59 s     |
| 5e | Mireia Benito           | Espagne    | AG Insurance - Soudal Quick-Step Team | + 3 min 29 s     |
| 6e | Katarzyna Niewiadoma    | Pologne    | Canyon-SRAM Racing                    | + 3 min 30 s     |
| 7e | Lucinda Brand           | Pays-Bas   | Lidl-Trek                             | + 3 min 31 s     |
| 8e | Amber Kraak             | Pays-Bas   | Pays-Bas                              | + 3 min 32 s     |
| 9e | Marta Lach              | Pologne    | Ceratizit-WNT Pro Cycling             | + 3 min 33 s     |
| 10e | Letizia Borghesi        | Italie     | EF-Oatly-Cannondale                   | + 3 min 34 s     |

### 6eétape
Sandra Alonso  attaque dans le final et n'est pas reprise par le peloton. Maggie Coles-Lyster règle le sprint du peloton.
| \| Classement de l'étape \| Classement de l'étape \| Classement de l'étape \| Classement de l'étape \| Classement de l'étape \| \| Coureuse \| Coureuse \| Pays \| Équipe \| Temps \| \| --------------------- \| ------------------------- \| --------------------- \| ------------------------------------- \| --------------------- \| \| 1re \| Sandra Alonso \| Espagne \| Ceratizit-WNT Pro Cycling \| 2 h 36 min 15 s \| \| 2e \| Maggie Coles-Lyster \| Canada \| Roland \| + 2 s \| \| 3e \| Lucinda Brand \| Pays-Bas \| Lidl-Trek \| + 2 s \| \| 4e \| Karlijn Swinkels \| Pays-Bas \| UAE Team ADQ \| + 2 s \| \| 5e \| Anniina Ahtosalo \| Finlande \| Uno-X Mobility \| + 2 s \| \| 6e \| Mireia Benito \| Espagne \| AG Insurance - Soudal Quick-Step Team \| + 2 s \| \| 7e \| Ruth Edwards \| États-Unis \| Human Powered Health \| + 2 s \| \| 8e \| Maria Giulia Confalonieri \| Italie \| Uno-X Mobility \| + 2 s \| \| 9e \| Christine Majerus \| Luxembourg \| SD Worx-Protime \| + 2 s \| \| 10e \| Marta Lach \| Pologne \| Ceratizit-WNT Pro Cycling \| + 2 s \| |                           |            |                                       |                 |
| |                           |            |                                       |                 |
| |                           |            |                                       |                 |
| Classement de l'étape |                           |            |                                       |                 |
| Coureuse | Coureuse                  | Pays       | Équipe                                | Temps           |
| 1re | Sandra Alonso             | Espagne    | Ceratizit-WNT Pro Cycling             | 2 h 36 min 15 s |
| 2e | Maggie Coles-Lyster       | Canada     | Roland                                | + 2 s           |
| 3e | Lucinda Brand             | Pays-Bas   | Lidl-Trek                             | + 2 s           |
| 4e | Karlijn Swinkels          | Pays-Bas   | UAE Team ADQ                          | + 2 s           |
| 5e | Anniina Ahtosalo          | Finlande   | Uno-X Mobility                        | + 2 s           |
| 6e | Mireia Benito             | Espagne    | AG Insurance - Soudal Quick-Step Team | + 2 s           |
| 7e | Ruth Edwards              | États-Unis | Human Powered Health                  | + 2 s           |
| 8e | Maria Giulia Confalonieri | Italie     | Uno-X Mobility                        | + 2 s           |
| 9e | Christine Majerus         | Luxembourg | SD Worx-Protime                       | + 2 s           |
| 10e | Marta Lach                | Pologne    | Ceratizit-WNT Pro Cycling             | + 2 s           |

## Classements finals

### Classement général final
| \| Classement général \| Classement général \| Classement général \| Classement général \| Classement général \| \| Coureuse \| Coureuse \| Pays \| Équipe \| Temps \| \| ------------------ \| -------------------- \| ------------------ \| ------------------------------------- \| ------------------ \| \| 1re \| Ruth Edwards \| États-Unis \| Human Powered Health \| 15 h 54 min 27 s \| \| 2e \| Mischa Bredewold \| Pays-Bas \| SD Worx-Protime \| + 2 min 06 s \| \| 3e \| Brodie Chapman \| Australie \| Lidl-Trek \| + 2 min 59 s \| \| 4e \| Lucinda Brand \| Pays-Bas \| Lidl-Trek \| + 3 min 25 s \| \| 5e \| Marta Lach \| Pologne \| Ceratizit-WNT Pro Cycling \| + 3 min 27 s \| \| 6e \| Mireia Benito \| Espagne \| AG Insurance - Soudal Quick-Step Team \| + 3 min 29 s \| \| 7e \| Katarzyna Niewiadoma \| Pologne \| Canyon-SRAM Racing \| + 3 min 30 s \| \| 8e \| Amber Kraak \| Pays-Bas \| Pays-Bas \| + 3 min 32 s \| \| 9e \| Letizia Borghesi \| Italie \| EF Education-Cannondale \| + 3 min 34 s \| \| 10e \| Tamara Dronova \| Russie \| Roland \| + 3 min 41 s \| |                      |            |                                       |                  |
| |                      |            |                                       |                  |
| Source : ProCyclingStats |                      |            |                                       |                  |
| Classement général |                      |            |                                       |                  |
| Coureuse | Coureuse             | Pays       | Équipe                                | Temps            |
| 1re | Ruth Edwards         | États-Unis | Human Powered Health                  | 15 h 54 min 27 s |
| 2e | Mischa Bredewold     | Pays-Bas   | SD Worx-Protime                       | + 2 min 06 s     |
| 3e | Brodie Chapman       | Australie  | Lidl-Trek                             | + 2 min 59 s     |
| 4e | Lucinda Brand        | Pays-Bas   | Lidl-Trek                             | + 3 min 25 s     |
| 5e | Marta Lach           | Pologne    | Ceratizit-WNT Pro Cycling             | + 3 min 27 s     |
| 6e | Mireia Benito        | Espagne    | AG Insurance - Soudal Quick-Step Team | + 3 min 29 s     |
| 7e | Katarzyna Niewiadoma | Pologne    | Canyon-SRAM Racing                    | + 3 min 30 s     |
| 8e | Amber Kraak          | Pays-Bas   | Pays-Bas                              | + 3 min 32 s     |
| 9e | Letizia Borghesi     | Italie     | EF Education-Cannondale               | + 3 min 34 s     |
| 10e | Tamara Dronova       | Russie     | Roland                                | + 3 min 41 s     |

### Points UCI
| Position           | 1er | 2e  | 3e  | 4e  | 5e | 6e | 7e | 8e | 9e | 10e | 11e | 12e | 13e | 14e | 15e | 16e à 25e | 26e à 30e |
| Classement général | 200 | 150 | 125 | 100 | 85 | 70 | 60 | 50 | 40 | 35  | 30  | 25  | 20  | 15  | 10  | 5         | 3         |
| Par étape          | 25  | 20  | 15  | 12  | 10 | 8  | 6  | 4  |    |     |     |     |     |     |     |           |           |
| Leader, par étape  | 5   |     |     |     |    |    |    |    |    |     |     |     |     |     |     |           |           |

### Classements annexes
| Classement par points | Classement par points | Classement par points | Classement par points     | Classement par points |
| Coureuse              | Coureuse              | Pays                  | Équipe                    | Points                |
| --------------------- | --------------------- | --------------------- | ------------------------- | --------------------- |
| 1re                   | Karlijn Swinkels      | Pays-Bas              | UAE Team ADQ              | 20 pts                |
| 2e                    | Lucinda Brand         | Pays-Bas              | Lidl-Trek                 | 16 pts                |
| 3e                    | Mischa Bredewold      | Pays-Bas              | SD Worx-Protime           | 15 pts                |
| 4e                    | Martina Fidanza       | Italie                | Ceratizit-WNT Pro Cycling | 14 pts                |
| 5e                    | Marta Lach            | Pologne               | Ceratizit-WNT Pro Cycling | 12 pts                |
| 6e                    | Maggie Coles-Lyster   | Canada                | Roland                    | 11 pts                |
| 7e                    | Barbara Guarischi     | Italie                | SD Worx-Protime           | 11 pts                |
| 8e                    | Margot Vanpachtenbeke | Belgique              | VolkerWessels             | 10 pts                |
| 9e                    | Ruth Edwards          | États-Unis            | Human Powered Health      | 10 pts                |
| 10e                   | Sandra Alonso         | Espagne               | Ceratizit-WNT Pro Cycling | 7 pts                 |

| Classement par points | Classement par points | Classement par points | Classement par points     | Classement par points |
| Coureuse              | Coureuse              | Pays                  | Équipe                    | Points                |
| --------------------- | --------------------- | --------------------- | ------------------------- | --------------------- |
| 1re                   | Karlijn Swinkels      | Pays-Bas              | UAE Team ADQ              | 20 pts                |
| 2e                    | Lucinda Brand         | Pays-Bas              | Lidl-Trek                 | 16 pts                |
| 3e                    | Mischa Bredewold      | Pays-Bas              | SD Worx-Protime           | 15 pts                |
| 4e                    | Martina Fidanza       | Italie                | Ceratizit-WNT Pro Cycling | 14 pts                |
| 5e                    | Marta Lach            | Pologne               | Ceratizit-WNT Pro Cycling | 12 pts                |
| 6e                    | Maggie Coles-Lyster   | Canada                | Roland                    | 11 pts                |
| 7e                    | Barbara Guarischi     | Italie                | SD Worx-Protime           | 11 pts                |
| 8e                    | Margot Vanpachtenbeke | Belgique              | VolkerWessels             | 10 pts                |
| 9e                    | Ruth Edwards          | États-Unis            | Human Powered Health      | 10 pts                |
| 10e                   | Sandra Alonso         | Espagne               | Ceratizit-WNT Pro Cycling | 7 pts                 |

| Classement de la montagne | Classement de la montagne | Classement de la montagne | Classement de la montagne | Classement de la montagne |
| Coureuse                  | Coureuse                  | Pays                      | Équipe                    | Points                    |
| ------------------------- | ------------------------- | ------------------------- | ------------------------- | ------------------------- |
| 1re                       | Katarzyna Niewiadoma      | Pologne                   | Canyon-SRAM Racing        | 16 pts                    |
| 2e                        | Eline Jansen              | Pays-Bas                  | VolkerWessels             | 12 pts                    |
| 3e                        | Sarah Gigante             | Australie                 | AG Insurance-Soudal Team  | 9 pts                     |
| 4e                        | Ruth Edwards              | États-Unis                | Human Powered Health      | 8 pts                     |
| 5e                        | Shirin van Anrooij        | Pays-Bas                  | Lidl-Trek                 | 5 pts                     |
| 6e                        | Mischa Bredewold          | Pays-Bas                  | SD Worx-Protime           | 4 pts                     |
| 7e                        | Brodie Chapman            | Australie                 | Lidl-Trek                 | 4 pts                     |
| 8e                        | Margot Vanpachtenbeke     | Belgique                  | VolkerWessels             | 3 pts                     |
| 9e                        | Mirre Knaven              | Pays-Bas                  | EF Education-Cannondale   | 3 pts                     |
| 10e                       | Nina Berton               | Luxembourg                | Ceratizit-WNT Pro Cycling | 2 pts                     |

| Classement de la montagne | Classement de la montagne | Classement de la montagne | Classement de la montagne | Classement de la montagne |
| Coureuse                  | Coureuse                  | Pays                      | Équipe                    | Points                    |
| ------------------------- | ------------------------- | ------------------------- | ------------------------- | ------------------------- |
| 1re                       | Katarzyna Niewiadoma      | Pologne                   | Canyon-SRAM Racing        | 16 pts                    |
| 2e                        | Eline Jansen              | Pays-Bas                  | VolkerWessels             | 12 pts                    |
| 3e                        | Sarah Gigante             | Australie                 | AG Insurance-Soudal Team  | 9 pts                     |
| 4e                        | Ruth Edwards              | États-Unis                | Human Powered Health      | 8 pts                     |
| 5e                        | Shirin van Anrooij        | Pays-Bas                  | Lidl-Trek                 | 5 pts                     |
| 6e                        | Mischa Bredewold          | Pays-Bas                  | SD Worx-Protime           | 4 pts                     |
| 7e                        | Brodie Chapman            | Australie                 | Lidl-Trek                 | 4 pts                     |
| 8e                        | Margot Vanpachtenbeke     | Belgique                  | VolkerWessels             | 3 pts                     |
| 9e                        | Mirre Knaven              | Pays-Bas                  | EF Education-Cannondale   | 3 pts                     |
| 10e                       | Nina Berton               | Luxembourg                | Ceratizit-WNT Pro Cycling | 2 pts                     |

| Classement du meilleur jeune | Classement du meilleur jeune | Classement du meilleur jeune | Classement du meilleur jeune | Classement du meilleur jeune |
| Coureuse                     | Coureuse                     | Pays                         | Équipe                       | Temps                        |
| ---------------------------- | ---------------------------- | ---------------------------- | ---------------------------- | ---------------------------- |
| 1re                          | Shirin van Anrooij           | Pays-Bas                     | Lidl-Trek                    | 15 h 58 min 32 s             |
| 2e                           | Linda Riedmann               | Allemagne                    | Allemagne                    | + 15 h 56 min 42 s           |
| 3e                           | Julia Kopecký                | Tchéquie                     | AG Insurance-Soudal Team     | + 15 h 57 min 14 s           |
| 4e                           | Anniina Ahtosalo             | Finlande                     | Uno-X Mobility               | + 15 h 58 min 27 s           |
| 5e                           | Eline Jansen                 | Pays-Bas                     | VolkerWessels                | + 15 h 58 min 30 s           |
| 6e                           | Flora Perkins                | Royaume-Uni                  | Fenix-Deceuninck             | + 15 h 58 min 43 s           |
| 7e                           | Mijntje Geurts               | Pays-Bas                     | Pays-Bas                     | + 15 h 59 min 59 s           |
| 8e                           | Marie Schreiber              | Luxembourg                   | SD Worx-Protime              | + 16 h 00 min 43 s           |
| 9e                           | Bodine Vollering             | Pays-Bas                     | Pays-Bas                     | + 16 h 03 min 56 s           |
| 10e                          | Selma Lantzsch               | Allemagne                    | Maxx-Solar Rose Women Racing | + 16 h 09 min 54 s           |

| Classement du meilleur jeune | Classement du meilleur jeune | Classement du meilleur jeune | Classement du meilleur jeune | Classement du meilleur jeune |
| Coureuse                     | Coureuse                     | Pays                         | Équipe                       | Temps                        |
| ---------------------------- | ---------------------------- | ---------------------------- | ---------------------------- | ---------------------------- |
| 1re                          | Shirin van Anrooij           | Pays-Bas                     | Lidl-Trek                    | 15 h 58 min 32 s             |
| 2e                           | Linda Riedmann               | Allemagne                    | Allemagne                    | + 15 h 56 min 42 s           |
| 3e                           | Julia Kopecký                | Tchéquie                     | AG Insurance-Soudal Team     | + 15 h 57 min 14 s           |
| 4e                           | Anniina Ahtosalo             | Finlande                     | Uno-X Mobility               | + 15 h 58 min 27 s           |
| 5e                           | Eline Jansen                 | Pays-Bas                     | VolkerWessels                | + 15 h 58 min 30 s           |
| 6e                           | Flora Perkins                | Royaume-Uni                  | Fenix-Deceuninck             | + 15 h 58 min 43 s           |
| 7e                           | Mijntje Geurts               | Pays-Bas                     | Pays-Bas                     | + 15 h 59 min 59 s           |
| 8e                           | Marie Schreiber              | Luxembourg                   | SD Worx-Protime              | + 16 h 00 min 43 s           |
| 9e                           | Bodine Vollering             | Pays-Bas                     | Pays-Bas                     | + 16 h 03 min 56 s           |
| 10e                          | Selma Lantzsch               | Allemagne                    | Maxx-Solar Rose Women Racing | + 16 h 09 min 54 s           |

| Classement par équipes | Classement par équipes    | Classement par équipes | Classement par équipes |
| Équipe                 | Équipe                    | Pays                   | Temps                  |
| ---------------------- | ------------------------- | ---------------------- | ---------------------- |
| 1re                    | Lidl-Trek                 | États-Unis             | 47 h 54 min 06 s       |
| 2e                     | AG Insurance-Soudal Team  | Belgique               | + 2 min 52 s           |
| 3e                     | Ceratizit-WNT Pro Cycling | Allemagne              | + 4 min 55 s           |
| 4e                     | SD Worx-Protime           | Pays-Bas               | + 8 min 05 s           |
| 5e                     | VolkerWessels             | Pays-Bas               | + 8 min 13 s           |
| 6e                     | Pays-Bas                  | Pays-Bas               | + 9 min 53 s           |

| Classement par équipes | Classement par équipes    | Classement par équipes | Classement par équipes |
| Équipe                 | Équipe                    | Pays                   | Temps                  |
| ---------------------- | ------------------------- | ---------------------- | ---------------------- |
| 1re                    | Lidl-Trek                 | États-Unis             | 47 h 54 min 06 s       |
| 2e                     | AG Insurance-Soudal Team  | Belgique               | + 2 min 52 s           |
| 3e                     | Ceratizit-WNT Pro Cycling | Allemagne              | + 4 min 55 s           |
| 4e                     | SD Worx-Protime           | Pays-Bas               | + 8 min 05 s           |
| 5e                     | VolkerWessels             | Pays-Bas               | + 8 min 13 s           |
| 6e                     | Pays-Bas                  | Pays-Bas               | + 9 min 53 s           |

## Évolution des classements
| Étape              |                             | Vainqueur _           | Classement général    | Classement par points | Meilleure grimpeuse   | Meilleure jeune    | Super-combative      | Meilleure équipe _ |
| ------------------ | --------------------------- | --------------------- | --------------------- | --------------------- | --------------------- | ------------------ | -------------------- | ------------------ |
| 1re étape          | étape vallonnée             | Margot Vanpachtenbeke | Margot Vanpachtenbeke | Margot Vanpachtenbeke | Margot Vanpachtenbeke | Linda Riedmann     | Ruth Edwards         | VolkerWessels      |
| 2e étape           | étape vallonnée             | Martina Fidanza       | Margot Vanpachtenbeke | Margot Vanpachtenbeke | Eline Jansen          | Linda Riedmann     | Simone Boilard       | VolkerWessels      |
| 3e étape           | étape vallonnée             | Martina Fidanza       | Margot Vanpachtenbeke | Martina Fidanza       | Eline Jansen          | Linda Riedmann     | Lisa Kromm           | VolkerWessels      |
| 4e étape           | étape vallonnée             | Lucinda Brand         | Margot Vanpachtenbeke | Mischa Bredewold      | Katarzyna Niewiadoma  | Eline Jansen       | Katarzyna Niewiadoma | VolkerWessels      |
| 5e étape           | contre-la-montre individuel | Mischa Bredewold      | Ruth Edwards          | Mischa Bredewold      | Katarzyna Niewiadoma  | Shirin van Anrooij | Katarzyna Niewiadoma | Lidl-Trek          |
| 6e étape           | étape vallonnée             | Sandra Alonso         | Ruth Edwards          | Karlijn Swinkels      | Katarzyna Niewiadoma  | Shirin van Anrooij | Brodie Chapman       | Lidl-Trek          |
| Classements finals | Classements finals          |                       | Ruth Edwards          | Karlijn Swinkels      | Katarzyna Niewiadoma  | Shirin van Anrooij | non attribué         | Lidl-Trek          |

## Liste des participantes
| SD Worx-Protime SDW | SD Worx-Protime SDW              | SD Worx-Protime SDW |
| ------------------- | -------------------------------- | ------------------- |
| Num                 | Coureuse                         | Pos                 |
| 1                   | Mischa Bredewold (NED) (route)   | 2e                  |
| 2                   | Lonneke Uneken (NED)             | 58e                 |
| 3                   | Femke Markus (NED)               | 37e                 |
| 4                   | Barbara Guarischi (ITA)          | 36e                 |
| 5                   | Marie Schreiber (LUX) (route)    | 27e                 |
| 6                   | Christine Majerus (LUX) (chrono) | 23e                 |

| Lidl-Trek LTK | Lidl-Trek LTK            | Lidl-Trek LTK |
| ------------- | ------------------------ | ------------- |
| Num           | Coureuse                 | Pos           |
| 12            | Brodie Chapman (AUS)     | 3e            |
| 13            | Lizzie Deignan (GBR)     | AB-4          |
| 14            | Lisa Klein (GER)         | NP-4          |
| 15            | Lucinda Brand (NED)      | 4e            |
| 16            | Shirin van Anrooij (NED) | 12e           |

| UAE Team ADQ UAD | UAE Team ADQ UAD          | UAE Team ADQ UAD |
| ---------------- | ------------------------- | ---------------- |
| Num              | Coureuse                  | Pos              |
| 21               | Karlijn Swinkels (NED)    | 19e              |
| 22               | Federica Venturelli (ITA) | 45e              |
| 23               | Carlotta Cipressi (ITA)   | 49e              |
| 24               | Tereza Neumanová (CZE)    | NP-2             |
| 25               | Alena Ivanchenko (RUS)    | 56e              |

| Canyon-SRAM Racing CSR | Canyon-SRAM Racing CSR     | Canyon-SRAM Racing CSR |
| ---------------------- | -------------------------- | ---------------------- |
| Num                    | Coureuse                   | Pos                    |
| 31                     | Tiffany Cromwell (AUS)     | 35e                    |
| 32                     | Alex Morrice (GBR)         | 54e                    |
| 33                     | Justyna Czapla (GER)       | 57e                    |
| 34                     | Katarzyna Niewiadoma (POL) | 7e                     |
| 35                     | Anastasiya Kolesava (BLR)  | 48e                    |
| 36                     | Awen Roberts (GBR)         | 60e                    |

| Fenix-Deceuninck FED | Fenix-Deceuninck FED          | Fenix-Deceuninck FED |
| -------------------- | ----------------------------- | -------------------- |
| Num                  | Coureuse                      | Pos                  |
| 41                   | Christina Schweinberger (AUT) | 13e                  |
| 42                   | Flora Perkins (GBR)           | 22e                  |
| 43                   | Julie Sap (BEL)               | 46e                  |
| 44                   | Sophie Wright (GBR)           | 42e                  |
| 45                   | Annemarie Worst (NED)         | NP-3                 |
| 46                   | Manon Bakker (NED)            | 66e                  |

| Roland CGS | Roland CGS                             | Roland CGS |
| ---------- | -------------------------------------- | ---------- |
| Num        | Coureuse                               | Pos        |
| 51         | Elena Pirrone (ITA)                    | 14e        |
| 52         | Sylvie Swinkels (NED)                  | 75e        |
| 53         | Sofia Collinelli (ITA)                 | 78e        |
| 54         | Nguyễn Thị Thật (VIE) (route)          | 82e        |
| 55         | Maggie Coles-Lyster (CAN)              | 33e        |
| 56         | Tamara Dronova (RUS) (route et chrono) | 10e        |

| AG Insurance-Soudal Team AGS | AG Insurance-Soudal Team AGS | AG Insurance-Soudal Team AGS |
| ---------------------------- | ---------------------------- | ---------------------------- |
| Num                          | Coureuse                     | Pos                          |
| 61                           | Anya Louw (AUS)              | 50e                          |
| 62                           | Ilse Pluimers (NED)          | AB-3                         |
| 63                           | Mireia Benito (ESP) (chrono) | 6e                           |
| 64                           | Leonie Bentveld (NED)        | 44e                          |
| 65                           | Sarah Gigante (AUS)          | 15e                          |
| 66                           | Julia Kopecký (CZE) (chrono) | 17e                          |

| Human Powered Health HPH | Human Powered Health HPH      | Human Powered Health HPH |
| ------------------------ | ----------------------------- | ------------------------ |
| Num                      | Coureuse                      | Pos                      |
| 71                       | Kristabel Doebel-Hickok (USA) | AB-6                     |
| 72                       | Ruth Edwards (USA)            | 1re                      |
| 73                       | Romy Kasper (GER)             | 28e                      |
| 74                       | Barbara Malcotti (ITA)        | 51e                      |
| 75                       | Katia Ragusa (ITA)            | NP-2                     |
| 76                       | Alice Wood (GBR)              | 67e                      |

| Uno-X Mobility UXM | Uno-X Mobility UXM                       | Uno-X Mobility UXM |
| ------------------ | ---------------------------------------- | ------------------ |
| Num                | Coureuse                                 | Pos                |
| 81                 | Amalie Dideriksen (DEN)                  | 68e                |
| 82                 | Anniina Ahtosalo (FIN) (route et chrono) | 20e                |
| 83                 | Elinor Barker (GBR)                      | NP-2               |
| 84                 | Maria Giulia Confalonieri (ITA)          | 31e                |
| 85                 | Simone Boilard (CAN)                     | NP-3               |

| EF Education-Cannondale EFC | EF Education-Cannondale EFC | EF Education-Cannondale EFC |
| --------------------------- | --------------------------- | --------------------------- |
| Num                         | Coureuse                    | Pos                         |
| 91                          | Megan Armitage (IRL)        | 24e                         |
| 92                          | Letizia Borghesi (ITA)      | 9e                          |
| 93                          | Nina Kessler (NED)          | 26e                         |
| 94                          | Mirre Knaven (NED)          | 55e                         |
| 95                          | Natalie Quinn (USA)         | 65e                         |

| Ceratizit-WNT Pro Cycling WNT | Ceratizit-WNT Pro Cycling WNT | Ceratizit-WNT Pro Cycling WNT |
| ----------------------------- | ----------------------------- | ----------------------------- |
| Num                           | Coureuse                      | Pos                           |
| 101                           | Nina Berton (LUX)             | 29e                           |
| 102                           | Franziska Brauße (GER)        | AB-6                          |
| 103                           | Martina Fidanza (ITA)         | 71e                           |
| 104                           | Sandra Alonso (ESP)           | 18e                           |
| 105                           | Marta Lach (POL)              | 5e                            |
| 106                           | Lea Lin Teutenberg (GER)      | 34e                           |

| VolkerWessels VWT | VolkerWessels VWT           | VolkerWessels VWT |
| ----------------- | --------------------------- | ----------------- |
| Num               | Coureuse                    | Pos               |
| 111               | Sofie van Rooijen (NED)     | 59e               |
| 112               | Sabrina Stultiens (NED)     | 39e               |
| 113               | Eline Jansen (NED)          | 21e               |
| 114               | Quinty Schoens (NED)        | 69e               |
| 115               | Margot Vanpachtenbeke (BEL) | 11e               |
| 116               | Anne Dijkstra (NED)         | 47e               |

| Ara-Skip Capital ARA | Ara-Skip Capital ARA  | Ara-Skip Capital ARA |
| -------------------- | --------------------- | -------------------- |
| Num                  | Coureuse              | Pos                  |
| 132                  | Rachael Wales (AUS)   | 43e                  |
| 133                  | Ella Simpson (AUS)    | NP-4                 |
| 134                  | Sophie Marr (AUS)     | 61e                  |
| 135                  | Lucinda Stewart (AUS) | 77e                  |
| 136                  | Lucie Fityus (AUS)    | AB-6                 |

| Liv AlUla Jayco LAJ | Liv AlUla Jayco LAJ      | Liv AlUla Jayco LAJ |
| ------------------- | ------------------------ | ------------------- |
| Num                 | Coureuse                 | Pos                 |
| 141                 | Mackenzie Coupland (AUS) | 53e                 |
| 142                 | Leila Gschwentner (AUT)  | 73e                 |
| 143                 | Noa Jansen (NED)         | 32e                 |
| 144                 | Alyssa Polites (AUS)     | 81e                 |
| 145                 | Kaia Schmid (USA)        | 64e                 |

| Liv-AlUla-Jayco Women's Continental Team ___ | Liv-AlUla-Jayco Women's Continental Team ___ | Liv-AlUla-Jayco Women's Continental Team ___ |
| -------------------------------------------- | -------------------------------------------- | -------------------------------------------- |
| Num                                          | Coureuse                                     | Pos                                          |
| 146                                          | Matilde Vitillo (ITA)                        | 62e                                          |

| LKT Team LKT | LKT Team LKT                 | LKT Team LKT |
| ------------ | ---------------------------- | ------------ |
| Num          | Coureuse                     | Pos          |
| 151          | Seana Littbarski-Gray (GER)  | AB-1         |
| 152          | Karoline Goldschmidt (GER)   | 70e          |
| 153          | Lena Charlotte Reißner (GER) | AB-6         |
| 154          | Olivia Schoppe (GER)         | 72e          |
| 155          | Hanna Dopjans (GER)          | 79e          |
| 156          | Lucy Mayrhofer (GER)         | AB-1         |

| Maxx-Solar Rose Women Racing ___ | Maxx-Solar Rose Women Racing ___ | Maxx-Solar Rose Women Racing ___ |
| -------------------------------- | -------------------------------- | -------------------------------- |
| Num                              | Coureuse                         | Pos                              |
| 161                              | Lisa Kromm (GER)                 | AB-6                             |
| 162                              | Lea Fuchs (SUI)                  | 52e                              |
| 163                              | Selma Lantzsch (GER)             | 38e                              |
| 164                              | Helena Bieber (GER)              | 63e                              |
| 165                              | Tina Schulz (GER)                | 74e                              |
| 166                              | Jette Simon (GER)                | 80e                              |

| Pays-Bas NED | Pays-Bas NED      | Pays-Bas NED |
| ------------ | ----------------- | ------------ |
| Num          | Coureuse          | Pos          |
| 171          | Amber Kraak       | 8e           |
| 172          | Bodine Vollering  | 30e          |
| 173          | Lauren Molengraaf | 76e          |
| 174          | Silje Bader       | AB-1         |
| 175          | Nienke Veenhoven  | 41e          |
| 176          | Mijntje Geurts    | 25e          |

| Allemagne GER | Allemagne GER         | Allemagne GER |
| ------------- | --------------------- | ------------- |
| Num           | Coureuse              | Pos           |
| 181           | Linda Riedmann        | 16e           |
| 182           | Mieke Kröger (chrono) | AB-6          |
| 183           | Laura Süßemilch       | AB-5          |
| 184           | Corinna Lechner       | AB-3          |
| 185           | Marla Sigmund         | 83e           |
| 186           | Aileen Schweikart     | 40e           |

| SD Worx-Protime SDW | SD Worx-Protime SDW              | SD Worx-Protime SDW |
| ------------------- | -------------------------------- | ------------------- |
| Num                 | Coureuse                         | Pos                 |
| 1                   | Mischa Bredewold (NED) (route)   | 2e                  |
| 2                   | Lonneke Uneken (NED)             | 58e                 |
| 3                   | Femke Markus (NED)               | 37e                 |
| 4                   | Barbara Guarischi (ITA)          | 36e                 |
| 5                   | Marie Schreiber (LUX) (route)    | 27e                 |
| 6                   | Christine Majerus (LUX) (chrono) | 23e                 |

| Lidl-Trek LTK | Lidl-Trek LTK            | Lidl-Trek LTK |
| ------------- | ------------------------ | ------------- |
| Num           | Coureuse                 | Pos           |
| 12            | Brodie Chapman (AUS)     | 3e            |
| 13            | Lizzie Deignan (GBR)     | AB-4          |
| 14            | Lisa Klein (GER)         | NP-4          |
| 15            | Lucinda Brand (NED)      | 4e            |
| 16            | Shirin van Anrooij (NED) | 12e           |

| UAE Team ADQ UAD | UAE Team ADQ UAD          | UAE Team ADQ UAD |
| ---------------- | ------------------------- | ---------------- |
| Num              | Coureuse                  | Pos              |
| 21               | Karlijn Swinkels (NED)    | 19e              |
| 22               | Federica Venturelli (ITA) | 45e              |
| 23               | Carlotta Cipressi (ITA)   | 49e              |
| 24               | Tereza Neumanová (CZE)    | NP-2             |
| 25               | Alena Ivanchenko (RUS)    | 56e              |

| Canyon-SRAM Racing CSR | Canyon-SRAM Racing CSR     | Canyon-SRAM Racing CSR |
| ---------------------- | -------------------------- | ---------------------- |
| Num                    | Coureuse                   | Pos                    |
| 31                     | Tiffany Cromwell (AUS)     | 35e                    |
| 32                     | Alex Morrice (GBR)         | 54e                    |
| 33                     | Justyna Czapla (GER)       | 57e                    |
| 34                     | Katarzyna Niewiadoma (POL) | 7e                     |
| 35                     | Anastasiya Kolesava (BLR)  | 48e                    |
| 36                     | Awen Roberts (GBR)         | 60e                    |

| Fenix-Deceuninck FED | Fenix-Deceuninck FED          | Fenix-Deceuninck FED |
| -------------------- | ----------------------------- | -------------------- |
| Num                  | Coureuse                      | Pos                  |
| 41                   | Christina Schweinberger (AUT) | 13e                  |
| 42                   | Flora Perkins (GBR)           | 22e                  |
| 43                   | Julie Sap (BEL)               | 46e                  |
| 44                   | Sophie Wright (GBR)           | 42e                  |
| 45                   | Annemarie Worst (NED)         | NP-3                 |
| 46                   | Manon Bakker (NED)            | 66e                  |

| Roland CGS | Roland CGS                             | Roland CGS |
| ---------- | -------------------------------------- | ---------- |
| Num        | Coureuse                               | Pos        |
| 51         | Elena Pirrone (ITA)                    | 14e        |
| 52         | Sylvie Swinkels (NED)                  | 75e        |
| 53         | Sofia Collinelli (ITA)                 | 78e        |
| 54         | Nguyễn Thị Thật (VIE) (route)          | 82e        |
| 55         | Maggie Coles-Lyster (CAN)              | 33e        |
| 56         | Tamara Dronova (RUS) (route et chrono) | 10e        |

| AG Insurance-Soudal Team AGS | AG Insurance-Soudal Team AGS | AG Insurance-Soudal Team AGS |
| ---------------------------- | ---------------------------- | ---------------------------- |
| Num                          | Coureuse                     | Pos                          |
| 61                           | Anya Louw (AUS)              | 50e                          |
| 62                           | Ilse Pluimers (NED)          | AB-3                         |
| 63                           | Mireia Benito (ESP) (chrono) | 6e                           |
| 64                           | Leonie Bentveld (NED)        | 44e                          |
| 65                           | Sarah Gigante (AUS)          | 15e                          |
| 66                           | Julia Kopecký (CZE) (chrono) | 17e                          |

| Human Powered Health HPH | Human Powered Health HPH      | Human Powered Health HPH |
| ------------------------ | ----------------------------- | ------------------------ |
| Num                      | Coureuse                      | Pos                      |
| 71                       | Kristabel Doebel-Hickok (USA) | AB-6                     |
| 72                       | Ruth Edwards (USA)            | 1re                      |
| 73                       | Romy Kasper (GER)             | 28e                      |
| 74                       | Barbara Malcotti (ITA)        | 51e                      |
| 75                       | Katia Ragusa (ITA)            | NP-2                     |
| 76                       | Alice Wood (GBR)              | 67e                      |

| Uno-X Mobility UXM | Uno-X Mobility UXM                       | Uno-X Mobility UXM |
| ------------------ | ---------------------------------------- | ------------------ |
| Num                | Coureuse                                 | Pos                |
| 81                 | Amalie Dideriksen (DEN)                  | 68e                |
| 82                 | Anniina Ahtosalo (FIN) (route et chrono) | 20e                |
| 83                 | Elinor Barker (GBR)                      | NP-2               |
| 84                 | Maria Giulia Confalonieri (ITA)          | 31e                |
| 85                 | Simone Boilard (CAN)                     | NP-3               |

| EF Education-Cannondale EFC | EF Education-Cannondale EFC | EF Education-Cannondale EFC |
| --------------------------- | --------------------------- | --------------------------- |
| Num                         | Coureuse                    | Pos                         |
| 91                          | Megan Armitage (IRL)        | 24e                         |
| 92                          | Letizia Borghesi (ITA)      | 9e                          |
| 93                          | Nina Kessler (NED)          | 26e                         |
| 94                          | Mirre Knaven (NED)          | 55e                         |
| 95                          | Natalie Quinn (USA)         | 65e                         |

| Ceratizit-WNT Pro Cycling WNT | Ceratizit-WNT Pro Cycling WNT | Ceratizit-WNT Pro Cycling WNT |
| ----------------------------- | ----------------------------- | ----------------------------- |
| Num                           | Coureuse                      | Pos                           |
| 101                           | Nina Berton (LUX)             | 29e                           |
| 102                           | Franziska Brauße (GER)        | AB-6                          |
| 103                           | Martina Fidanza (ITA)         | 71e                           |
| 104                           | Sandra Alonso (ESP)           | 18e                           |
| 105                           | Marta Lach (POL)              | 5e                            |
| 106                           | Lea Lin Teutenberg (GER)      | 34e                           |

| VolkerWessels VWT | VolkerWessels VWT           | VolkerWessels VWT |
| ----------------- | --------------------------- | ----------------- |
| Num               | Coureuse                    | Pos               |
| 111               | Sofie van Rooijen (NED)     | 59e               |
| 112               | Sabrina Stultiens (NED)     | 39e               |
| 113               | Eline Jansen (NED)          | 21e               |
| 114               | Quinty Schoens (NED)        | 69e               |
| 115               | Margot Vanpachtenbeke (BEL) | 11e               |
| 116               | Anne Dijkstra (NED)         | 47e               |

| Ara-Skip Capital ARA | Ara-Skip Capital ARA  | Ara-Skip Capital ARA |
| -------------------- | --------------------- | -------------------- |
| Num                  | Coureuse              | Pos                  |
| 132                  | Rachael Wales (AUS)   | 43e                  |
| 133                  | Ella Simpson (AUS)    | NP-4                 |
| 134                  | Sophie Marr (AUS)     | 61e                  |
| 135                  | Lucinda Stewart (AUS) | 77e                  |
| 136                  | Lucie Fityus (AUS)    | AB-6                 |

| Liv AlUla Jayco LAJ | Liv AlUla Jayco LAJ      | Liv AlUla Jayco LAJ |
| ------------------- | ------------------------ | ------------------- |
| Num                 | Coureuse                 | Pos                 |
| 141                 | Mackenzie Coupland (AUS) | 53e                 |
| 142                 | Leila Gschwentner (AUT)  | 73e                 |
| 143                 | Noa Jansen (NED)         | 32e                 |
| 144                 | Alyssa Polites (AUS)     | 81e                 |
| 145                 | Kaia Schmid (USA)        | 64e                 |

| Liv-AlUla-Jayco Women's Continental Team ___ | Liv-AlUla-Jayco Women's Continental Team ___ | Liv-AlUla-Jayco Women's Continental Team ___ |
| -------------------------------------------- | -------------------------------------------- | -------------------------------------------- |
| Num                                          | Coureuse                                     | Pos                                          |
| 146                                          | Matilde Vitillo (ITA)                        | 62e                                          |

| LKT Team LKT | LKT Team LKT                 | LKT Team LKT |
| ------------ | ---------------------------- | ------------ |
| Num          | Coureuse                     | Pos          |
| 151          | Seana Littbarski-Gray (GER)  | AB-1         |
| 152          | Karoline Goldschmidt (GER)   | 70e          |
| 153          | Lena Charlotte Reißner (GER) | AB-6         |
| 154          | Olivia Schoppe (GER)         | 72e          |
| 155          | Hanna Dopjans (GER)          | 79e          |
| 156          | Lucy Mayrhofer (GER)         | AB-1         |

| Maxx-Solar Rose Women Racing ___ | Maxx-Solar Rose Women Racing ___ | Maxx-Solar Rose Women Racing ___ |
| -------------------------------- | -------------------------------- | -------------------------------- |
| Num                              | Coureuse                         | Pos                              |
| 161                              | Lisa Kromm (GER)                 | AB-6                             |
| 162                              | Lea Fuchs (SUI)                  | 52e                              |
| 163                              | Selma Lantzsch (GER)             | 38e                              |
| 164                              | Helena Bieber (GER)              | 63e                              |
| 165                              | Tina Schulz (GER)                | 74e                              |
| 166                              | Jette Simon (GER)                | 80e                              |

| Pays-Bas NED | Pays-Bas NED      | Pays-Bas NED |
| ------------ | ----------------- | ------------ |
| Num          | Coureuse          | Pos          |
| 171          | Amber Kraak       | 8e           |
| 172          | Bodine Vollering  | 30e          |
| 173          | Lauren Molengraaf | 76e          |
| 174          | Silje Bader       | AB-1         |
| 175          | Nienke Veenhoven  | 41e          |
| 176          | Mijntje Geurts    | 25e          |

| Allemagne GER | Allemagne GER         | Allemagne GER |
| ------------- | --------------------- | ------------- |
| Num           | Coureuse              | Pos           |
| 181           | Linda Riedmann        | 16e           |
| 182           | Mieke Kröger (chrono) | AB-6          |
| 183           | Laura Süßemilch       | AB-5          |
| 184           | Corinna Lechner       | AB-3          |
| 185           | Marla Sigmund         | 83e           |
| 186           | Aileen Schweikart     | 40e           |